# Svátek svatého Štěpána
Svátek svatého Štěpána (též 2. svátek vánoční) je svátek během Vánoc, který připomíná prvomučedníka sv. Štěpána. Slaví se 26. prosince.

## Svatý Štěpán
Svatý Štěpán byl jeden z prvních sedmi jáhnů první křesťanské komunity v Jeruzalémě, který podle Skutků apoštolů neohroženě hovořil o vzkříšení Ježíše Krista. Byl ukamenován za tvrzení před synedriem, že jsou židé vinni Ježíšovou smrtí a že Ježíš je roven Bohu. Rozsudek byl vykonán mezi lety 35 a 37 před Damašskou bránou do Jeruzaléma.

## Svátek svatého Štěpána v Česku
Jako československý svátek byl 26. prosinec coby Druhý svátek vánoční stanoven vládním nařízením č. 63/1939 Sb. z 9. března 1939. Tím zůstal i během existence Protektorátu Čechy a Morava (1939–1945) a následných let. Podle nového svátkového zákona č. 93/1951 Sb., účinného od 1. ledna 1952, byl 26. prosinec jakožto Druhý svátek vánoční (resp. později 2. svátek vánoční) dnem pracovního klidu. Po rozpadu Československa s koncem roku 1992 převzalo samostatné Česko beze změn československý zákon, který platil až do roku 2000. Na základě nového svátkového zákona č. 245/2000 Sb., s účinností od 9. srpna 2000, byl 26. prosinec coby 2. svátek vánoční zařazen mezi ostatní svátky.
Na 2. svátek vánoční je od roku 2016 podle zákona č. 223/2016 Sb. zakázán prodej v obchodech, od listopadu 2019 se zákaz týká pouze maloobchodního prodeje (s výjimkami definovanými v zákoně). Maloobchodní prodejny s prodejní plochou 200 m² a více tak musí mít 26. prosince ze zákona zavřeno, a to po celý den.

## Oslavy

### Česko
V českých zemích je svátek sv. Štěpána spojen s tradiční vánoční koledou. Nejznámější říkačkou spojenou s koledou na Štěpána je následující:
| „ | Koleda, koleda Štěpáne! Co to neseš ve džbáně? Nesu, nesu koledu, upad' jsem s ní na ledu, psi se na mě sběhli, koledu mi snědli. Co mám smutný dělati? Musím jinou žebrati. Koledu mi dejte, jen se mi nesmějte! Koledu mi dali, přece se mi smáli. | “ |

„Na Štěpána“ odcházeli ze služby čeledíni, příp. i děvečky (které někdy čekaly až do Nového roku). Na odchodnou sloužící dostával zvláštní koláč, tvořený třemi spletenými prameny do kruhu a ozdobený ořechy, rozmarýnem a pentlemi.

### Maďarsko
Jeho jmenovec Štěpán I. Uherský je národním patronem Maďarska, místně uctíván jako patron koní a vinné révy.